# Francesca Di Lorenzo
Francesca Di Lorenzo [franˈtʃɛska di loˈrentso] (nació el 22 de julio de 1997) es una tenista profesional de Estados Unidos.
Ella hizo su debut en Grand Slam en el US Open 2018, luego de pasar la clasificación.